# San Martino in Rio
San Martino in Rio là một đô thị ở tỉnh Reggio Emilia trong vùng Emilia-Romagna, có vị trí cách khoảng 50 km về phía tây bắc của Bologna và khoảng 12 km về phía đông bắc của Reggio Emilia. Tại thời điểm 31 tháng 12 năm 2004, đô thị này có dân số 6.990 và diện tích 22,6 km².
Đô thị San Martino in Rio có các frazioni (các đơn vị cấp dưới, chủ yếu là các làng) Case Culzoni, Case Vellani, Gazzata, Montecatini, Osteriola, Stiolo, and Trignano.
San Martino in Rio giáp các đô thị: Campogalliano, Correggio, Reggio Emilia, Rubiera.